# Błojec
Błojec – część wsi Grabowa w Polsce, położona w województwie śląskim, w powiecie zawierciańskim, w gminie Łazy.
W latach 1975–1998 Błojec należał administracyjnie do województwa katowickiego.
16 czerwca 1944 miejsce potyczki żołnierzy Oddziału Rozpoznawczego kpt Gerarda Woźnicy ps. "Hardy" z 23. Dywizji Piechoty AK „Surowiec” z okupantem niemieckim.